# Motel Du Cap
Motel Du Cap es el octavo álbum de estudio de la banda estadounidense de pop punk Good Charlotte. Fue lanzado el 8 de agosto de 2025 bajo el sello Atlantic Records. Es su primer álbum de estudio en 7 años tras Generation Rx de 2018.
El álbum se anunció el 17 de junio, y el sencillo principal, «Rejects», se lanzará el 25 de junio.

## Lista de canciones
| N.º | Título                            | Duración |  |
| 1.  | «Check in at Motel Du Cap»        | 1:45     |  |
| 2.  | «Rejects»                         | 2:55     |  |
| 3.  | «Stepper»                         | 3:16     |  |
| 4.  | «I Don't Work Here Anymore»       | 3:41     |  |
| 5.  | «Life is Great» (con Wiz Khalifa) | 2:53     |  |
| 6.  | «Pink Guitar» (con Zeph)          | 3:08     |  |
| 7.  | «Deserve You» (con Luke Borchelt) | 3:23     |  |
| 8.  | «Mean»                            | 2:51     |  |
| 9.  | «Bodies»                          | 2:57     |  |
| 10. | «Vertigo» (con Petti Hendrix)     | 2:34     |  |
| 11. | «The Dress Rehearsal»             | 3:05     |  |
| 12. | «Castle in the Sand»              | 3:13     |  |
| 13. | «GC Forever»                      | 5:36     |  |

## Personal
Banda
- Joel Madden - Voz, guitarra
- Benji Madden - Guitarra, voz (todas las pistas); bajo, teclados (pista 11)
- Billy Martin - Guitarra, teclado
- Dean Butterworth - Batería
- Paul Thomas - Bajo